# Apatura laverna
Apatura laverna is een vlinder uit de familie van de Nymphalidae. De wetenschappelijke naam van de soort is voor het eerst geldig gepubliceerd in 1892 door John Henry Leech.